# Báquilo de Corinto
Báquilo de Corinto (Bacchylus,  Βακχύλλος, excepto Eusebio de Cesarea que escribe Βακχύλλος) fue obispo de Corinto, hacia la segunda mitad del siglo II, durante los reinados de Cómodo y de Septimio Severo. 

## Datos biográficos
Báquilo fue obispo de Corinto tras san Dionisio, según la tradición. De San Dionisio se sabe que vivió hacia el año 171 porque escribió una carta al papa Sotero. Además, Eusebio de Cesarea dice en su Historia eclesiástica que vivió el undécimo año del reinado de Marco Aurelio, que era el 171. San Dionisio habría sido obispo de Corinto después de Hegesipo y antes de Báquilo.

## Pascua
Báquilo de Corinto escribió sobre la debatida cuestión de la Pascua y su tiempo adecuado. Según san Jerónimo en De Viris Illustribus ("Sobre hombres ilustres"), escribió una epístola muy elegante sobre la Pascua. Sigue diciendo Jerónimo de Estridón que escribió «de Pascha ex omnium qui in Achaia erant episcoporum persona». Dirigió un concilio, al cual asistieron dieciocho obispos, que discutió sobre la celebración de la Pascua.